# Высотская, Ольга Николаевна
Ольга Николаевна Высотская (15 декабря 1885, Москва — 18 января 1966, Тирасполь) — литературный и театральный деятель, актриса театра Мейерхольда, подруга поэта Николая Гумилёва, мать их общего сына Ореста. Оставила воспоминания о Н. С. Гумилёве и А. А. Ахматовой, которые позднее легли в основу книги, написанной Орестом Высотским.

## Биография
Родилась в семье педагога, в то время учителя истории в Лазаревском институте восточных языков. — Николая Григорьевича Высотского.
Будучи близкой к театральным кругам Москвы и Петербурга, принимала участие в спектаклях, поставленных Н. Н. Евреиновым, В. Э. Мейерхольдом, участвовала в спектаклях «Дома интермедий», «Старинного театра», студии В. Мейерхольда (в том числе в Териокском театре) и других. Была постоянной посетительницей поэтических вечеров в подвале-кабаре Б. Пронина «Бродячая собака». Там же 13 января 1912 года, во время празднования 25-летия литературной деятельности К. Д. Бальмонта, она познакомилась с Н. С. Гумилёвым. Непродолжительный роман между ними имел последствия: 26 октября 1913 года у Ольги Николаевны родился сын Орест.
По некоторым данным, о существовании сына от Ольги Николаевны сам поэт так никогда и не узнал. В 1914 году из Москвы Ольга Николаевна с сыном уехала в Пятигорск, затем — в собственное имение в Курской губернии. 
В 1930 году у О. Н. Высотской отобрали дом, из-за чего она была вынуждена уехать к своему брату в Вязники Владимирской области. В 1960 году переехала в Тирасполь, где и скончалась в 1966 году.
Орест Высотский о своём происхождении узнал только в 1937 году и тогда же познакомился с братом по отцу — Львом Гумилёвым.